# Liste des communes de la Nouvelle-Calédonie
Pour les autres listes de communes, voir Listes des communes de France.
Cette page recense les 33 communes de la Nouvelle-Calédonie au 1er janvier 2024.

## Liste des communes
La Nouvelle-Calédonie comptait 271 407 habitants au recensement de 2019, pour une densité de population moyenne de 14,6 hab./km2.
Le tableau suivant donne la liste des communes au 1er janvier 2024, en précisant leur code Insee, leur superficie, leur population et leur densité, d'après les chiffres de l'Insee issus du recensement 2019.
| Nom            | Code Insee | Intercommunalité | Superficie (km2) | Population (dernière pop. légale) | Densité (hab./km2) | Modifier                                    |
| -------------- | ---------- | ---------------- | ---------------- | --------------------------------- | ------------------ | ------------------------------------------- |
| Nouméa (siège) | 98818      |                  | 45,70            | 94 285 (2019)                     | 2 063              | modifier les données · modifier les données |
| Bélep          | 98801      |                  | 69,50            | 867 (2019)                        | 12                 | modifier les données · modifier les données |
| Boulouparis    | 98802      |                  | 865,60           | 3 315 (2019)                      | 3,8                | modifier les données · modifier les données |
| Bourail        | 98803      |                  | 797,60           | 5 531 (2019)                      | 6,9                | modifier les données · modifier les données |
| Canala         | 98804      |                  | 438,70           | 3 701 (2019)                      | 8,4                | modifier les données · modifier les données |
| Dumbéa         | 98805      |                  | 254,60           | 35 873 (2019)                     | 141                | modifier les données · modifier les données |
| Farino         | 98806      |                  | 48,00            | 712 (2019)                        | 15                 | modifier les données · modifier les données |
| Hienghène      | 98807      |                  | 1 068,80         | 2 454 (2019)                      | 2,3                | modifier les données · modifier les données |
| Houaïlou       | 98808      |                  | 940,60           | 3 955 (2019)                      | 4,2                | modifier les données · modifier les données |
| Île des Pins   | 98809      |                  | 152,30           | 2 037 (2019)                      | 13                 | modifier les données · modifier les données |
| Kaala-Gomen    | 98810      |                  | 718,20           | 1 803 (2019)                      | 2,5                | modifier les données · modifier les données |
| Koné           | 98811      |                  | 373,60           | 8 144 (2019)                      | 22                 | modifier les données · modifier les données |
| Kouaoua        | 98833      |                  | 383,00           | 1 304 (2019)                      | 3,4                | modifier les données · modifier les données |
| Koumac         | 98812      |                  | 550,00           | 3 981 (2019)                      | 7,2                | modifier les données · modifier les données |
| La Foa         | 98813      |                  | 464,00           | 3 552 (2019)                      | 7,7                | modifier les données · modifier les données |
| Lifou          | 98814      |                  | 1 207,10         | 9 195 (2019)                      | 7,6                | modifier les données · modifier les données |
| Maré           | 98815      |                  | 641,70           | 5 757 (2019)                      | 9,0                | modifier les données · modifier les données |
| Moindou        | 98816      |                  | 321,90           | 681 (2019)                        | 2,1                | modifier les données · modifier les données |
| Mont-Dore      | 98817      |                  | 643,00           | 27 620 (2019)                     | 43                 | modifier les données · modifier les données |
| Ouégoa         | 98819      |                  | 656,80           | 2 118 (2019)                      | 3,2                | modifier les données · modifier les données |
| Ouvéa          | 98820      |                  | 132,10           | 3 401 (2019)                      | 26                 | modifier les données · modifier les données |
| Païta          | 98821      |                  | 699,70           | 24 563 (2019)                     | 35                 | modifier les données · modifier les données |
| Poindimié      | 98822      |                  | 673,10           | 5 006 (2019)                      | 7,4                | modifier les données · modifier les données |
| Ponérihouen    | 98823      |                  | 707,30           | 2 420 (2019)                      | 3,4                | modifier les données · modifier les données |
| Pouébo         | 98824      |                  | 202,80           | 2 144 (2019)                      | 11                 | modifier les données · modifier les données |
| Pouembout      | 98825      |                  | 674,30           | 2 752 (2019)                      | 4,1                | modifier les données · modifier les données |
| Poum           | 98826      |                  | 469,40           | 1 435 (2019)                      | 3,1                | modifier les données · modifier les données |
| Poya           | 98827      |                  | 845,80           | 2 802 (2019)                      | 3,3                | modifier les données · modifier les données |
| Sarraméa       | 98828      |                  | 106,40           | 572 (2019)                        | 5,4                | modifier les données · modifier les données |
| Thio           | 98829      |                  | 997,60           | 2 524 (2019)                      | 2,5                | modifier les données · modifier les données |
| Touho          | 98830      |                  | 283,00           | 2 380 (2019)                      | 8,4                | modifier les données · modifier les données |
| Voh            | 98831      |                  | 804,90           | 2 856 (2019)                      | 3,5                | modifier les données · modifier les données |
| Yaté           | 98832      |                  | 1 338,40         | 1 667 (2019)                      | 1,2                | modifier les données · modifier les données |

### Localisation

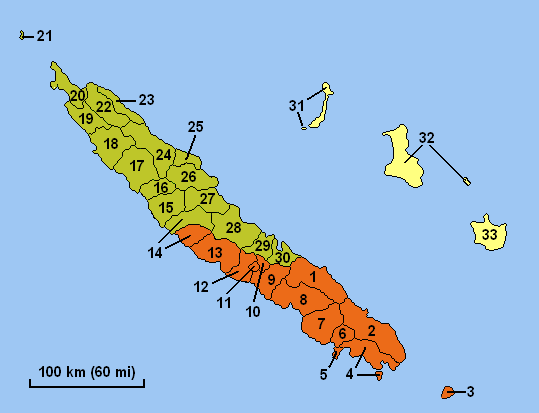
Carte des subdivisions administratives de la Nouvelle-Calédonie

| Légende | Légende | Légende                                   |
| --- | --- | ----------------------------------------- |
| Province Sud 1. Thio 2. Yaté 3. Île des Pins 4. Mont-Dore 5. Nouméa 6. Dumbéa 7. Païta 8. Boulouparis 9. La Foa 10. Sarraméa 11. Farino 12. Moindou 13. Bourail 14. Poya (partie sud) | Province Nord 14. Poya (partie nord) 15. Pouembout 16. Koné 17. Voh 18. Kaala-Gomen 19. Koumac 20. Poum 21. Bélep 22. Ouégoa 23. Pouébo 24. Hienghène 25. Touho 26. Poindimié 27. Ponérihouen 28. Houaïlou 29. Kouaoua 30. Canala | Îles Loyauté 31. Ouvéa 32. Lifou 33. Maré |

### Superficie
La taille moyenne des communes est 577,38 km2, tandis que la taille médiane est 648,94 km2, très largement supérieures à la taille moyenne et médiane des communes françaises métropolitaines (14,88 et 10,73 km2 respectivement) : la Nouvelle-Calédonie est en effet beaucoup plus grande que n'importe quel département de France métropolitaine (la Gironde, le plus grand, mesure seulement 10 000 km2) tandis qu'un département compte aisément plusieurs centaines de communes. La commune la plus étendue de Nouvelle-Calédonie, Yaté (1 356 km2), est la 15e de France en superficie, venant derrière quatorze communes de Guyane.

### Population
La Nouvelle-Calédonie comptait 268 767 habitants au total en 2014, pour une densité de population moyenne de 14,1 hab./km2, sept fois moins que la moyenne nationale. La population moyenne des communes est de 8 144 habitants, tandis que la population médiane est de 3 005 habitants, supérieures à la population moyenne et médiane des communes françaises (1 542 et 380 habitants respectivement). La commune la plus peuplée est Nouméa, le chef-lieu et capitale économique, avec 99 926 habitants (37,18 % de la population totale), suivi par les trois autres communes de l'agglomération du Grand Nouméa : Dumbéa (31 812), le Mont-Dore (27 155) et Païta (20 616). Ces quatre communes sont également les plus denses. Hors Grand Nouméa, la commune la plus peuplée est Lifou (9 275), et la plus dense Ouvéa (21,08 hab./km2). La commune comptant le moins d'habitants est Sarraméa (584), et la moins dense Yaté (1,29 hab./km2).

## Extrêmes géographiques
- La commune néo-calédonienne possédant l’altitude maximale la plus haute est Hienghène (Province Nord, 2 399 habitants), qui culmine au sommet du mont Panié à 1 629 m. La commune dont les zones habitées sont les plus élevées est Sarraméa (Province Sud, 636 habitants), dont le village s'étend à 570 m d’altitude.
- Les communes néo-calédoniennes les plus basses sont toutes celles disposant d'un littoral (il n'y a pas d'altitude en dessous du niveau de la mer), soit 31 des 33 communes (seules Farino et Sarraméa n'ont aucun accès à l'océan). La commune la moins élevée reste Ouvéa (Îles Loyauté, 3 392 habitants), avec un point culminant à 42 m d'altitude.
- L’Île des Pins (Province Sud, 1 671 habitants) est la commune française la plus éloignée de Paris, à 16 841 km de la capitale. Au sein du territoire néo-calédonien, la commune la plus éloignée de Nouméa est Belep (Province Nord, 895 habitants), à 400 km à vol d'oiseau du chef-lieu. Les deux communes néo-calédoniennes les plus éloignées l'une de l'autre sont Belep et l'île des Pins (Province Sud, 1 969 habitants), séparées par 515 km.
- La commune la plus au nord est Belep, Province Nord.
- La commune la plus à l’ouest est également Belep, Province Nord.
- La commune la plus à l’est est Maré, Îles Loyauté, d'ailleurs commune française la plus orientale.
- La commune la plus au sud est l'Île des Pins, Province Sud.